# Osimira
Osimira – białoruska grupa folkowa.

## Muzycy
- Konstantin Kontsewoj – dudy, surma, sopiłka, róg
- Ilja Dołżienkou – gitara basowa
- Katerina Donda – skrzypce
- Alieksiej Pałajczenia – perkusja
- Andriej Bindasou – instrumenty perkusyjne
- Andriej Pałajczenia – wokal, flety, dudy, instrumenty perkusyjne, domra, kaliuka

## Dyskografia
- Druva
- Proshcha